# Gleinstätten

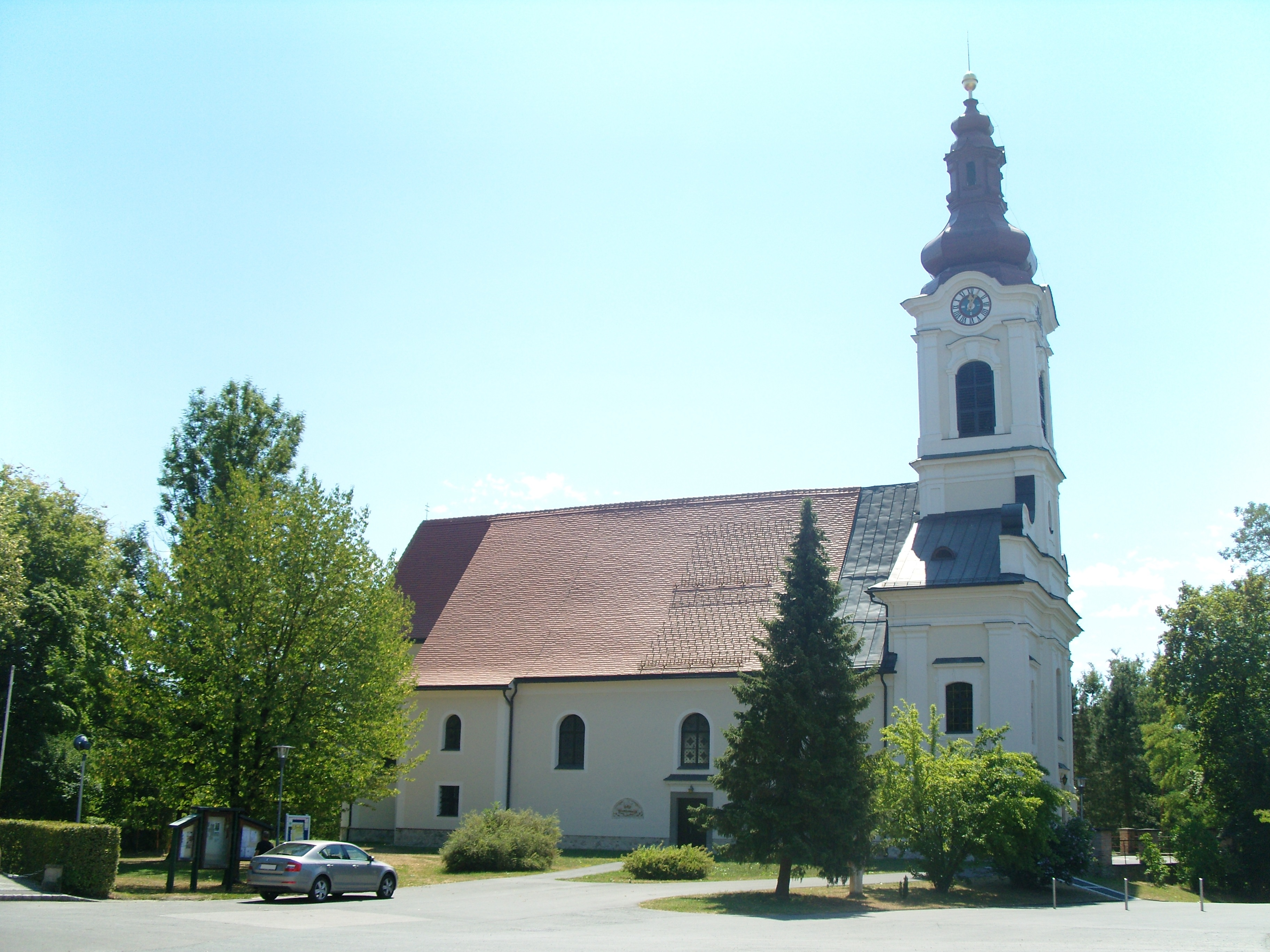
Pfarrkirche Hl. Michael in Gleinstätten

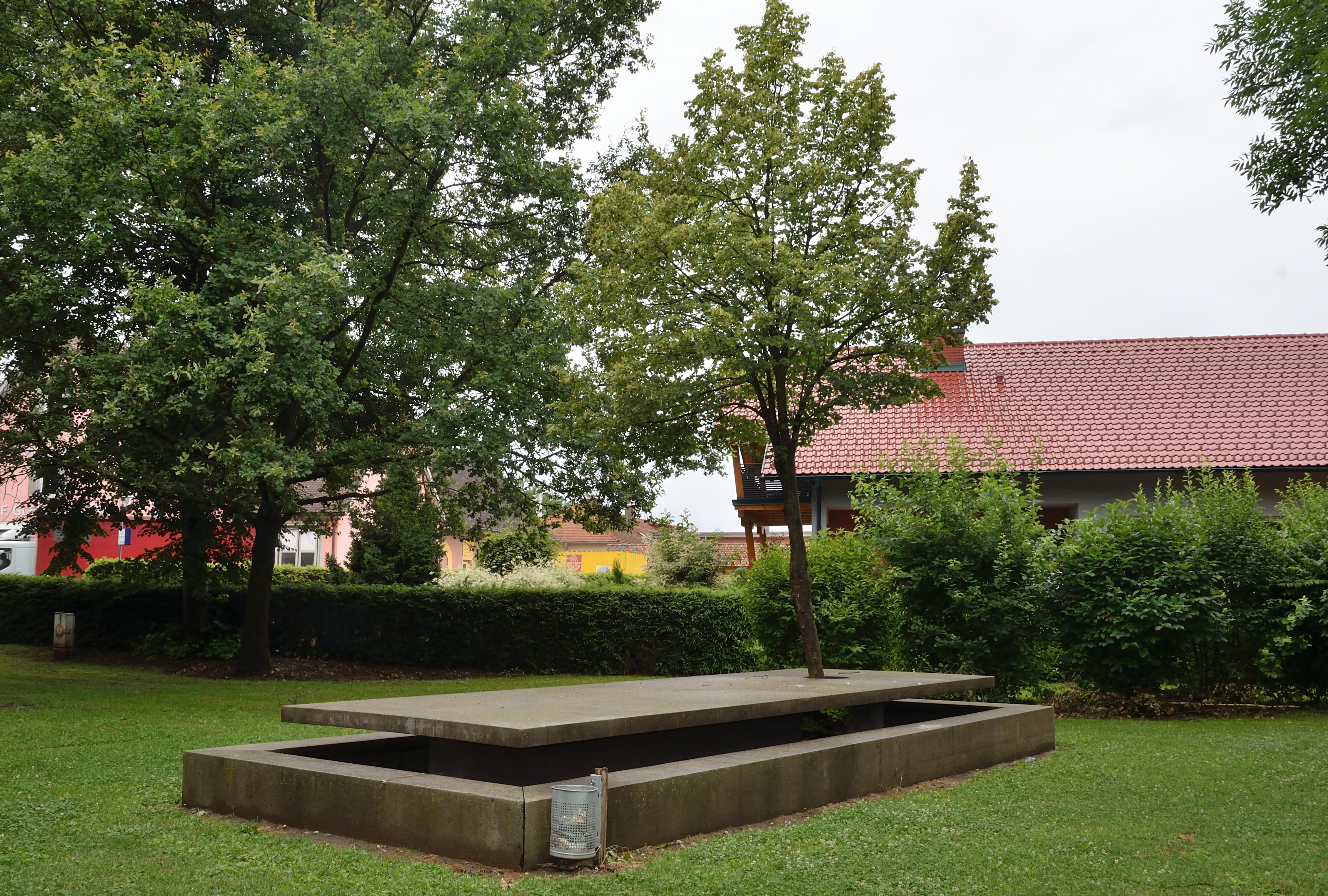
LandArt-Park beim Schloss Gleinstätten

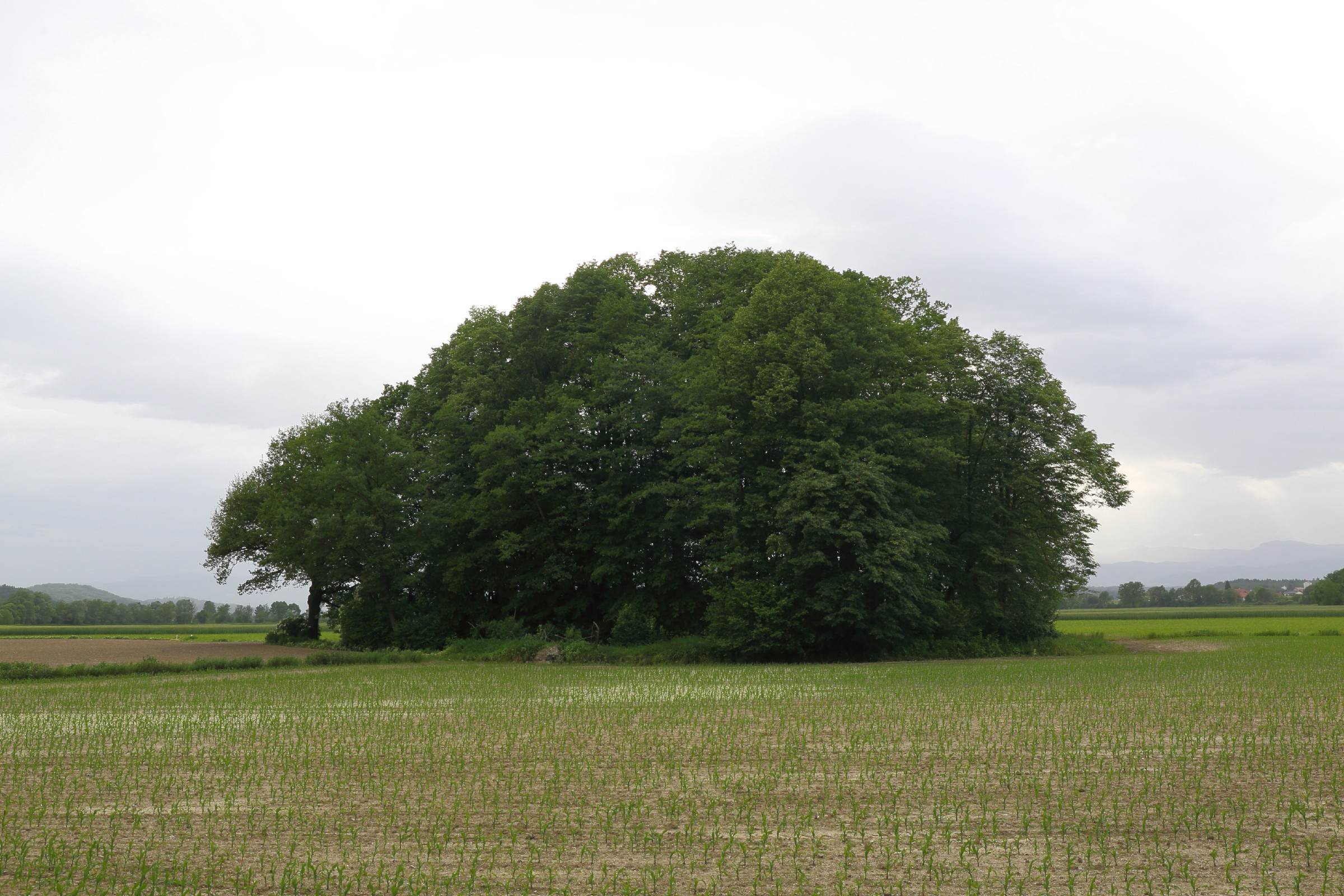
Burgstall von Kelzenwert in Pistorf

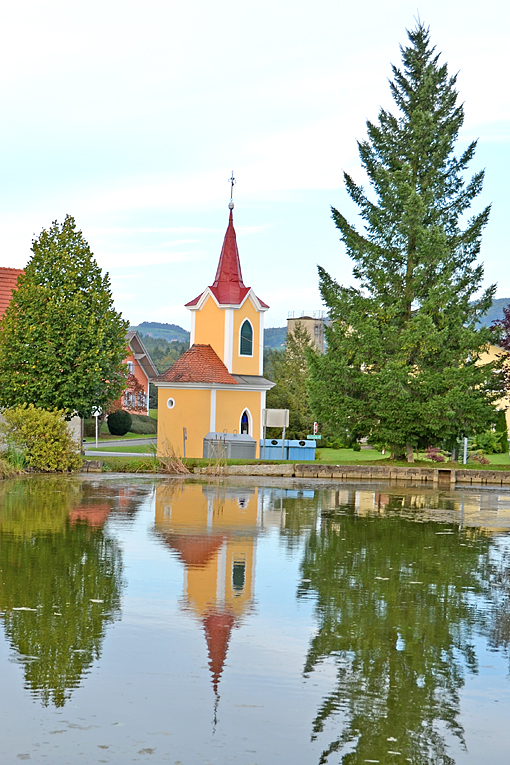
Kapelle zum gegeißelten Heiland in Pistorf

Gleinstätten ist eine Marktgemeinde im Gerichtsbezirk bzw. Bezirk Leibnitz, Steiermark, Österreich und hat 2810 Einwohner (Stand 1. Jänner 2024). Im Rahmen der steiermärkischen Gemeindestrukturreform 2015 wurde die Nachbargemeinde Pistorf Gleinstätten einverleibt.

## Geografie

### Geografische Lage
Gleinstätten liegt im Sulmtal nordöstlich des Zusammenflusses der Schwarzen und der Weißen Sulm bei Prarath.

### Gemeindegliederung
Die Gemeinde besteht aus sieben Katastralgemeinden (Fläche Stand 31. Dezember 2023)
bzw. gleichnamige Ortschaften (Einwohner Stand 1. Jänner 2024):
| Katastralgemeinde  | Fläche    | abweichender Ortschaftsname | Einw. |
| ------------------ | --------- | --------------------------- | ----- |
| Dornach            | 178,44 ha |                             | 77    |
| Gleinstätten       | 433,23 ha |                             | 1006  |
| Haslach            | 216,33 ha |                             | 199   |
| Mayerhof           | 235,57 ha | Maierhof                    | 316   |
| Pistorf            | 547,34 ha |                             | 598   |
| Prarath            | 184,65 ha |                             | 166   |
| Sausal bei Pistorf | 395,05 ha | Sausal                      | 448   |

Der Name Gleinstätten bezeichnet einen Ort in einer lehmigen Gegend, was sich durch die im Ort bestehende Ziegelherstellung bestätigt (ähnlich Gleinz). Haslach wird von Haselnusspflanzen abgeleitet, die an einem größeren Bach, einer Ache stehen. Prarath ist 1136 als Preurat, 1310 als Prewrewt belegt; es wird allerdings nicht als Hinweis auf eine Rodung gesehen, sondern von slowenisch prevrat „Umkehrung, Kehre“ abgeleitet, was durch den Verlauf der Flüsse in dieser Gegend erklärbar sein kann (Einmündung der Weißen und Schwarzen Sulm sowie des Leibenbaches zur Sulm).

### Eingemeindungen
Mit 1. Jänner 1965 wurden die Gemeinden Gleinstätten und Prarath unter dem Namen Gleinstätten zusammengelegt. 2015 wurde die Nachbargemeinde Pistorf Gleinstätten einverleibt.

### Nachbargemeinden
| St. Martin im Sulmtal   | Sankt Andrä-Höch                            |                   |
| Sankt Martin im Sulmtal | Kompassrose, die auf Nachbargemeinden zeigt | Kitzeck im Sausal |
| Oberhaag                | St. Johann im Saggautal                     | Großklein         |

## Geschichte
Gleinstätten hieß ursprünglich Micheldorf. 1245 wird hier die Befestigung eines Konrad Micheldorfer urkundlich genannt. Von 1285 bis 1607 war das Salzburger Dienstmannengeschlecht der Gleinzer Herren des Orts. Von 1728 bis 1885 befand sich die Herrschaft in den Händen der Grafen von Khünberg. 1848 erfolgte die Aufhebung der Grundherrschaft. Die Ortsgemeinde als autonome Körperschaft entstand 1850. Nach der Annexion Österreichs 1938 kam die Gemeinde zum Reichsgau Steiermark, 1945 bis 1955 war sie Teil der britischen Besatzungszone in Österreich.
Gleinstätten wurde am 1. Jänner 1980 zur Marktgemeinde ernannt.

### Bevölkerungsentwicklung
| Gleinstätten: Einwohnerzahlen von 1869 bis 2024     | Gleinstätten: Einwohnerzahlen von 1869 bis 2024 | Gleinstätten: Einwohnerzahlen von 1869 bis 2024 | Gleinstätten: Einwohnerzahlen von 1869 bis 2024 | Gleinstätten: Einwohnerzahlen von 1869 bis 2024 |
| --------------------------------------------------- | ----------------------------------------------- | ----------------------------------------------- | ----------------------------------------------- | ----------------------------------------------- |
| Jahr                                                |                                                 |                                                 |                                                 | Einwohner                                       |
| 1869                                                | 1869                                            |                                                 | 2.258                                           | 2.258                                           |
| 1880                                                | 1880                                            |                                                 | 2.210                                           | 2.210                                           |
| 1890                                                | 1890                                            |                                                 | 2.197                                           | 2.197                                           |
| 1900                                                | 1900                                            |                                                 | 2.157                                           | 2.157                                           |
| 1910                                                | 1910                                            |                                                 | 2.175                                           | 2.175                                           |
| 1923                                                | 1923                                            |                                                 | 2.115                                           | 2.115                                           |
| 1934                                                | 1934                                            |                                                 | 2.180                                           | 2.180                                           |
| 1939                                                | 1939                                            |                                                 | 2.036                                           | 2.036                                           |
| 1951                                                | 1951                                            |                                                 | 2.221                                           | 2.221                                           |
| 1961                                                | 1961                                            |                                                 | 2.098                                           | 2.098                                           |
| 1971                                                | 1971                                            |                                                 | 2.259                                           | 2.259                                           |
| 1981                                                | 1981                                            |                                                 | 2.375                                           | 2.375                                           |
| 1991                                                | 1991                                            |                                                 | 2.612                                           | 2.612                                           |
| 2001                                                | 2001                                            |                                                 | 2.915                                           | 2.915                                           |
| 2011                                                | 2011                                            |                                                 | 2.881                                           | 2.881                                           |
| 2021                                                | 2021                                            |                                                 | 2.764                                           | 2.764                                           |
| 2024                                                | 2024                                            |                                                 | 2.810                                           | 2.810                                           |
| Quelle(n): Statistik Austria, Gebietsstand 1.1.2021 |                                                 |                                                 |                                                 |                                                 |

## Kultur und Sehenswürdigkeiten

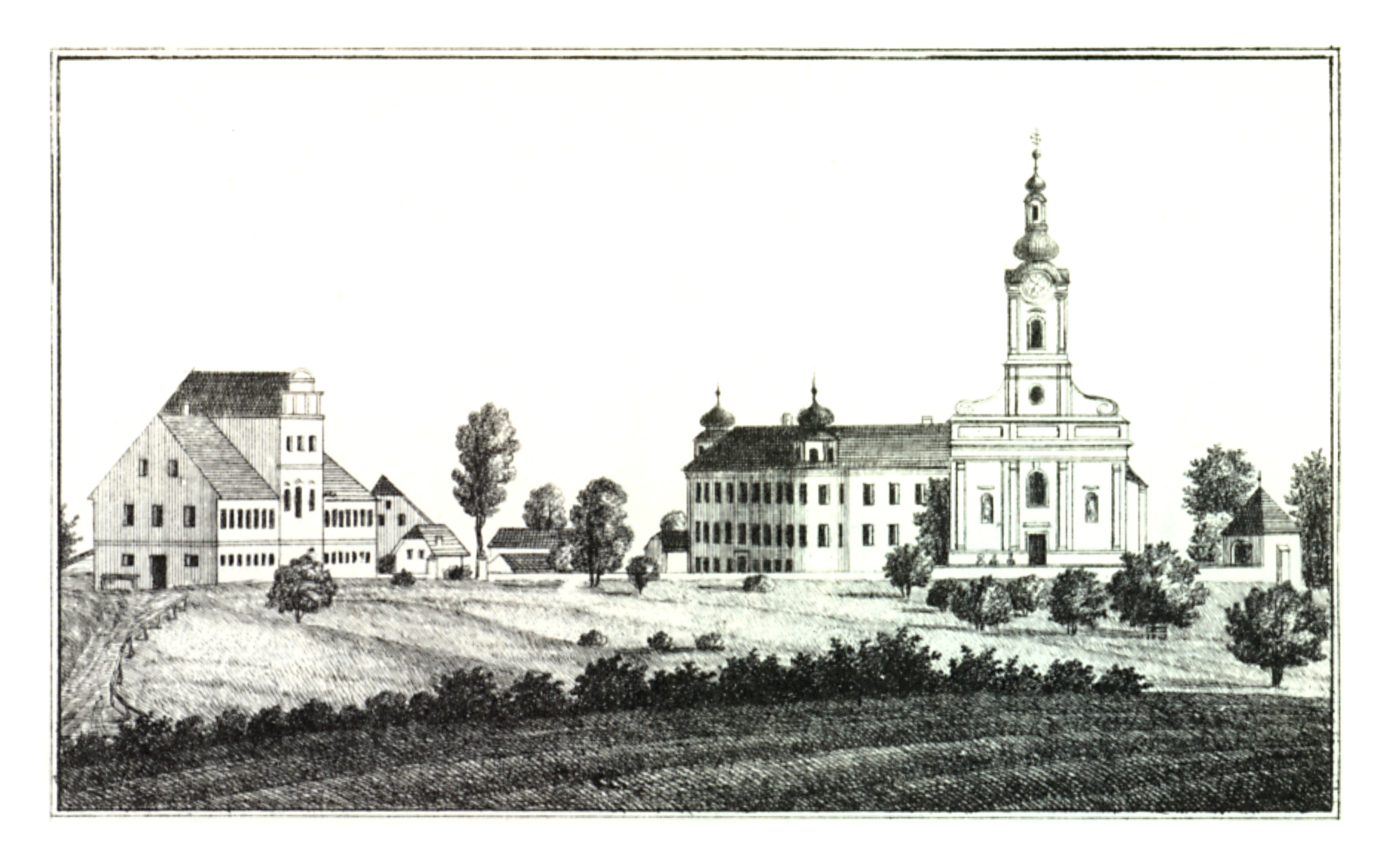
Pfarrkirche und Schloss um 1830,
Lith. Anstalt J.F. Kaiser, Graz

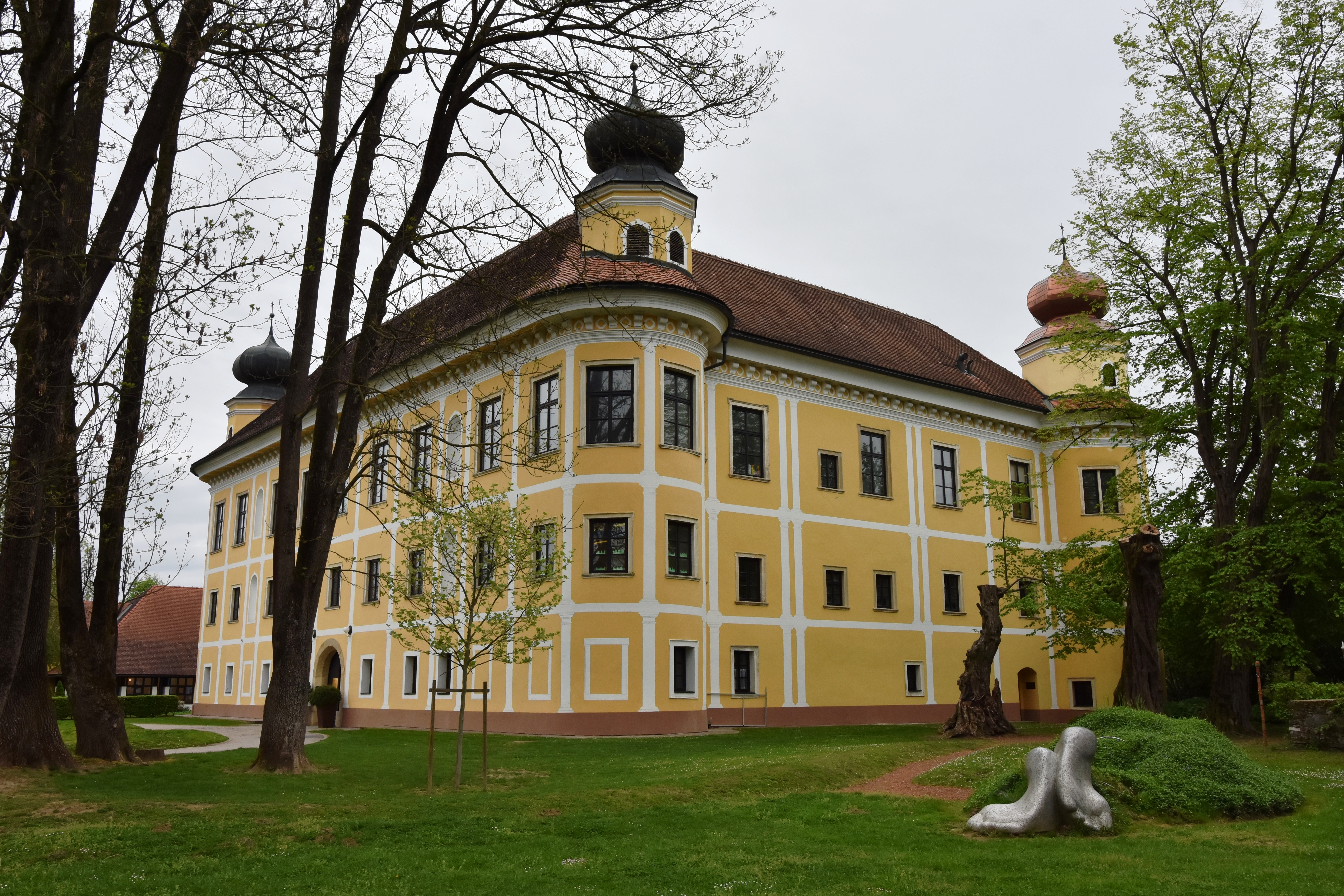
Schloss Gleinstätten

### Bauwerke
- Schloss Gleinstätten: Das Schloss wurde im 16./17. Jahrhundert erbaut. Das heutige Erscheinungsbild ist ein dreigeschoßiger Vierflügelbau mit einem Arkadenhof, 1666 nach einem Brand von Franz Isidor Carlone im Stil der Renaissance wieder hergestellt. Eine Säule im Erdgeschoß ist mit 1556 datiert. 1975 bis 1978 erfolgte eine grundlegende Sanierung, Restaurierung und Adaptierung für die Volksschule und das Gemeindeamt. Der Arkadenhof wurde überdacht. Es finden regelmäßig die Gleinstättner Schlosskonzerte und andere Veranstaltungen statt.[9]

- Pfarrkirche Gleinstätten: Die Kirche wurde 1381 erstmals urkundlich erwähnt. Sie ist dem Hl. Michael geweiht. 1692 wurde sie neu errichtet. Der Turm wurde 1754/57 gebaut. Der barocke Hochaltar stammt aus der Kapelle des Schlosses. An der Nordwand befindet sich ein romanisches Relief mit zwei kämpfenden Löwen mit Flechtbandornamentenaus dem 13. Jahrhundert, vermutlich der einzige Rest der ersten Kirche.[10]

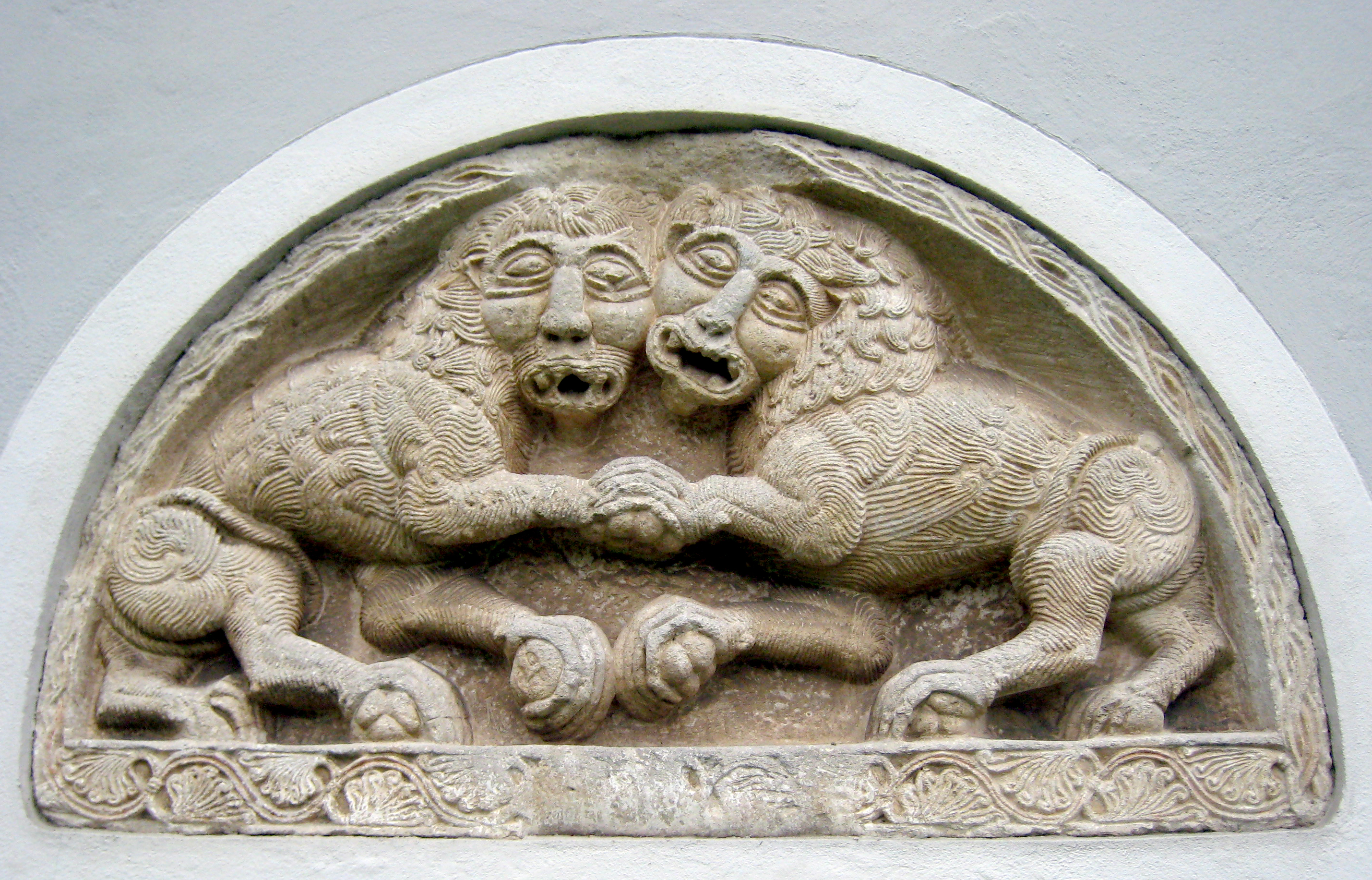
Romanisches Relief an der Pfarrkirche Gleinstätten

- Filialkirche St. George: Die Filialkirche St. Georgen am Lukowisch liegt auf einer Hügelkuppe südlich Gleinstätten. Sie ist urkundlich 1383 erwähnt und in gotischem Stil erbaut.[11]

- Tondachwerk und Stadion: Die Werksanlage der Tondach Gleinstätten AG und das mit ihrer Hilfe erbaute „Tondachstadion“ zeugen von der wirtschaftlichen Bedeutung der Ziegelerzeugung im Gebiet. Das Tondachstadion fasst etwa 2.000 Personen.

- Naturlehrpfad hinter dem Schloss
- Schlosspark mit „Landart“-Projekt (mit Skulpturen verschiedener Künstler wie Marina Bauer, Susanne Baumhakel, Michael Kinzer, Fritz Panzer, Wilhelm Scherübl und Gustav Troger)
- Theresienkapelle in Gleinstätten-Höch aus 1838 mit barockem Tabernakelaltar
- Steinplastik der Maria Immaculata um 1760
- Kapelle südlich des Schlosses, barocker, im 19. Jahrhundert veränderter Bau[10]

### Sport
Der SV Union Tondach Gleinstätten, 1947 gegründet, zählt er neben dem SVL Flavia Solva und dem SV Allerheiligen bei Wildon zu den erfolgreichsten Vereinen der Region. Er spielt in der Landesliga. Die Heimspiele werden im Tondachstadion ausgetragen. In der Saison 2009/10 konnte der Verein, dank eines Frühjahrsdurchganges, in dem 38 von 45 möglichen Punkten erspielt wurden, mit insgesamt 58 Punkten den Meistertitel in der Landesliga erreichen. Mit dem damit verbundenen Aufstieg in die Regionalliga Mitte im Sommer 2010, konnte der SV Union Tondach Gleinstätten den größten Erfolg seiner Geschichte feiern. Mit dem Abstieg aus der Regionalliga wurde im Sommer 2012 auch ein Umbruch im Kader vollzogen (18 Spieler verließen den Verein).

### Musik
Die 1979 von Karl Mustein gegründeten Schlosskonzerte im überdachten Hof von Schloss Gleinstätten sind eine der führenden Kammermusikreihen der Steiermark.
Die Marktmusik Gleinstätten wurde im Jänner 2006 gegründet. Unter Kapellmeister Franz Oswald feierte die Marktmusik bereits zahlreiche Erfolge. Beim Konzertwertungsspielen 2007 in Leibnitz wurde ein „Ausgezeichneter Erfolg“ erreicht. Im Mai 2008 wurde die Kapelle mit einer neuen Uniform ausgestattet, die am 18. Mai beim Marktfest eingeweiht wurde.
Bei der Marschmusikwertung in Wolfsberg 2008 erreichte die Marktmusik Gleinstätten mit Stabführer Johannes Knieley ebenfalls ausgezeichneten Erfolg in der Stufe C.

## Wirtschaft und Infrastruktur
Für den Tourismus wird die Gemeinde beschrieben als „Badeteich-Gemeinde“ und „Zentrum des Kernöls“. Die Gemeinde ist Mitgliedsgemeinde des „Naturparks Südsteirisches Weinland“. Das Umland von Gleinstätten wird intensiv landwirtschaftlich genutzt, wobei der Anbau von Mais dominiert.
Zwischen Gleinstätten und Pölfing-Brunn blieben 6,1 Streckenkilometer der Ende Mai 1967 eingestellten Sulmtalbahn erhalten und dienen als Anschlussbahn für das Ziegelwerk der Tondach Gleinstätten AG. Der ehemalige Bahnhof befindet sich hinter dem Lagerhaus (Baustoffzentrum; nicht zu verwechseln mit der Zweigstelle, dem Lagerhaus-Supermarkt). Das Areal der Ziegelwerke liegt im Gemeindegebiet von Sankt Martin im Sulmtal. Das Unternehmen gehört zu den Marktführern der Dachziegelerzeugung und expandiert seit 1992 auch nach Südosteuropa.
Gleinstätten wurde für das Projekt Shared Space von der Landesrätin Kristina Edlinger-Ploder ausgewählt. Dieses Projekt wurde auch vom Land Steiermark finanziert, Fertigstellung war 2011.

### Tourismusverband
Die Gemeinde bildet gemeinsam mit Großklein, Heimschuh, Kitzeck im Sausal, St. Andrä-Höch, St. Johann im Saggautal, St. Nikolai im Sausal und Tillmisch den Tourismusverband „Sulmtal Sausal – Südsteirisches Weinland“. Dessen Sitz ist in Kitzeck im Sausal.

## Politik

### Bürgermeister
Elke Halbwirth (ÖVP) wurde nach dem Rücktritt von Franz Koller im Rahmen einer dringlichen Sitzung des Gemeinderats  am 9. August 2018 zur Bürgermeisterin gewählt.
Halbwirth gehörte schon viele Jahre davor dem Gemeinderat der Fusionsgemeinde Pistorf und auch dem fusionierten Gemeinderat der Marktgemeinde Gleinstätten an.
Dem Gemeindevorstand gehören weiters der Vizebürgermeister Gerhard Ully(ÖVP) und der Gemeindekassier Jürgen Holzmann(SPÖ) an.

### Chronik der Bürgermeister
Die Geschichte der Gemeinde weist folgende Personen als Bürgermeister aus:
| Gleinstätten | Prarath (1907 bis 1964 selbständig) |
| - 1850–1861 Wilhelm Khuenburg - 1861–1871 Michael Waltel - 1871–1874 Josef Stoisser - 1874–1898 Franz Mörth - 1898–1902 Josef Jauk - 1902–1907 Franz Resch - 1907–1910 Franz Mörth - 1910–1928 Rudolf Brand - 1928–1930 Otto Wucherer-Huldenfeld - 1930–1934 Josef Jauk - 1934–1934 Michael Temmel - 1935–0000 Josef Theiler - 1935–1938 Franz Mörth jun. - 1938–1946 Franz Haas - 1946–1964 Anton Genseberger - 1965–0000 Friedrich Silberschneider - 1965–1984 Franz Scherer - 1984–2000 Karl Strohmeier - 2000–2014 Gottfried Schober - 2015–2018 Franz Koller - seit 2018 Elke Halbwirth | - 1907–1914 Simon Sebathi - 1914–1919 Franz Krainer - 1919–1938 Anton Stani - 1938–0000 Karl Hörmann - 1938–1945 Johann Kremser - 1945–1947 Johann Prattes - 1947–1950 Peter Haindl - 1950–1964 Friedrich Silberschneider ab 1965 mit Gleinstätten fusioniert Pistorf (1907 bis 2014 selbständig) bis 1946 liegen keine Aufzeichnungen vor - 1946–1947 Peter Sturm - 1947–1948 Gottfried Sackl - 1948–1950 Josef Lampl - 1950–1955 Franz Neukirchner - 1955–1975 Franz Koller - 1975–1987 Franz Schwarzl - 1987–2000 Franz Hirschmugl - 2000–2005 Hermann Nagler - 2005–2014 Franz Koller ab 2015 mit Gleinstätten fusioniert |

### Gemeinderat
Der Gemeinderat besteht aus 15 Mitgliedern. Nach dem Ergebnis der Gemeinderatswahl 2020 setzt sich dieser wie folgt zusammen:
- 10 Mandate ÖVP
- 0 4 Mandate SPÖ
- 0 1 Mandate FPÖ

| Partei          | 2020    | 2020 | 2020    | 2015              | 2015              | 2015              | 2010             | 2010             | 2010             | 2010             | 2010             | 2010             | 2005             | 2005             | 2005             | 2005             | 2005             | 2005             | 2000             | 2000             | 2000             | 2000             | 2000             | 2000             |
| Partei          |         |      |         | Fusions- gemeinde | Fusions- gemeinde | Fusions- gemeinde | Glein- stätten   | Glein- stätten   | Glein- stätten   | Pistorf          | Pistorf          | Pistorf          | Glein- stätten   | Glein- stätten   | Glein- stätten   | Pistorf          | Pistorf          | Pistorf          | Glein- stätten   | Glein- stätten   | Glein- stätten   | Pistorf          | Pistorf          | Pistorf          |
| Partei          | Stimmen | %    | Mandate | Stimmen           | %                 | Mandate           | St.              | %                | M.               | St.              | %                | M.               | St.              | %                | M.               | St.              | %                | M.               | St.              | %                | M.               | St.              | %                | M.               |
| --------------- | ------- | ---- | ------- | ----------------- | ----------------- | ----------------- | ---------------- | ---------------- | ---------------- | ---------------- | ---------------- | ---------------- | ---------------- | ---------------- | ---------------- | ---------------- | ---------------- | ---------------- | ---------------- | ---------------- | ---------------- | ---------------- | ---------------- | ---------------- |
| ÖVP             | 883     | 62   | 10      | 1230              | 70                | 11                | 555              | 64               | 10               | 681              | 68               | 11               | 570              | 68               | 11               | 401              | 40               | 6                | 526              | 65               | 10               | 293              | 35               | 05               |
| SPÖ             | 372     | 26   | 4       | 313               | 18                | 02                | 109              | 13               | 02               | 264              | 26               | 04               | 218              | 26               | 04               | 387              | 39               | 6                | 181              | 22               | 03               | 549              | 65               | 10               |
| FPÖ             | 160     | 11   | 1       | 224               | 13                | 02                | 198              | 23               | 03               | nicht kandidiert | nicht kandidiert | nicht kandidiert | 050              | 6                | 0                | nicht kandidiert | nicht kandidiert | nicht kandidiert | 098              | 12               | 02               | nicht kandidiert | nicht kandidiert | nicht kandidiert |
| Liste Schwarzl  |         |      |         | nicht kandidiert  | nicht kandidiert  | nicht kandidiert  | nicht kandidiert | nicht kandidiert | nicht kandidiert | 060              | 06               | 0                | nicht kandidiert | nicht kandidiert | nicht kandidiert | 206              | 21               | 3                | nicht kandidiert | nicht kandidiert | nicht kandidiert | nicht kandidiert | nicht kandidiert | nicht kandidiert |
| Wahlberechtigte |         |      |         | 2.391             | 2.391             | 2.391             | 1.215            | 1.215            | 1.215            | 1.206            | 1.206            | 1.206            | 1.187            | 1.187            | 1.187            | 1.170            | 1.170            | 1.170            | 1.073            | 1.073            | 1.073            | 1.065            | 1.065            | 1.065            |
| Wahlbeteiligung |         |      |         | 74 %              | 74 %              | 74 %              | 72 %             | 72 %             | 72 %             | 84 %             | 84 %             | 84 %             | 71 %             | 71 %             | 71 %             | 86 %             | 86 %             | 86 %             | 76 %             | 76 %             | 76 %             | 80 %             | 80 %             | 80 %             |

### Wappen

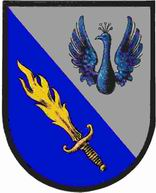
Wappen bis 2014

Wegen der Gemeindezusammenlegung verlor das Wappen mit 1. Jänner 2015 seine offizielle Gültigkeit. Die Wiederverleihung erfolgte mit Wirkung vom 1. Dezember 2015.

Die neue Blasonierung lautet:
„Im schräglinks von Silber zu Rot geteilten Schild oben ein blauer, rücksehender Pfauenrumpf mit ausgebreiteten Schwingen, unten eine silberne, rot gezierte Bischofsmütze mit zwei abfliegenden Bändern.“

## Persönlichkeiten

### Ehrenbürger
- 1980: Friedrich Niederl (1920–2012), Landeshauptmann der Steiermark 1971–1980[20]

### Söhne und Töchter der Gemeinde
- Augustinus Karl Wucherer-Huldenfeld (* 1929), Theologe und Philosoph

### Mit der Gemeinde verbundene Persönlichkeiten
- Manuel Prietl (* 1991), Fußballspieler